# Bakala (République centrafricaine)
Pour les articles homonymes, voir Bakala.
Bakala est une ville de République centrafricaine située dans la préfecture de Ouaka dont elle constitue l'une des cinq sous-préfectures.

## Géographie
Bakala est située sur les rives de la rivière Ouaka, en aval du confluent de la rivière Koudou, à 67 km au nord-ouest du chef-lieu de préfecture : Bambari par la route régionale RR14.

## Histoire
En 1909, un poste colonial français est créé, à Les Moroubas, il constitue une des 24 résidences de la colonie de l'Oubangui-Chari. Ce poste devient, en 1935, une subdivision dans le département d'Oubangui-Ouaka. Par la suite le chef-lieu de subdivision est transféré sur les bords de la Ouaka à Bakala. Le District de Bakala est créé le 16 octobre 1946 dans la région de la Ouaka-Kotto. Le 23 janvier 1961, la République centrafricaine indépendante fait de Bakala le chef-lieu d'une sous-préfecture de la Ouaka.

## Administration
La sous-préfecture de Bakala est constituée de l'unique commune rurale de Koudou-Bégo, elle compte 44 villages recensés en 2003.

## Société
La paroisse catholique Notre Dame de la Ouaka de Bakala est fondée en 1959, elle dépend du diocèse de Bambari.